# Direcció general de Relacions Econòmiques Internacionals
La Direcció general de Relacions Econòmiques Internacionals és un òrgan de gestió d'Espanya que depèn directament de la Secretaria d'Estat per a la Unió Europea del Ministeri d'Afers Exteriors, Unió Europea i Cooperació d'Espanya. Li correspon la proposta i execució de la política exterior en l'àmbit de les relacions econòmiques internacionals tant d'índole bilateral com a multilateral i la participació en l'elaboració de plans d'acció coadjuvants a la millor gestió i projecció de la imatge econòmica d'Espanya a l'exterior.

## Funcions
Les funcions d'aquesta direcció general es regulen en l'article 19 del Reial decret 768/2017, i són:
- La proposta i execució de la política exterior d'Espanya en l'àmbit de les relacions econòmiques internacionals d'índole bilateral, sense perjudici de les competències d'altres Departaments en la matèria.
- La proposta i execució de la política exterior d'Espanya en l'àmbit de les relacions econòmiques multilaterals; la representació institucional d'Espanya davant els sistemes d'integració i altres organismes, inclosa l'OCDE, i en els convenis multilaterals corresponents i la coordinació de la representació d'Espanya davant els comitès i òrgans especials d'aquests convenis i organismes, sense perjudici de les competències d'altres Departaments en la matèria.
- La proposta i execució de la política exterior d'Espanya en l'àmbit de les relacions internacionals en el camp de la cooperació aèria, marítima, terrestre, i assumptes espacials, oceànics i polars.
- La participació, juntament amb altres organismes i entitats de l'Administració General de l'Estat, en matèria de diplomàcia econòmica i en l'elaboració de plans d'acció coadjuvants a la millor gestió i projecció de la imatge econòmica d'Espanya en l'exterior, sense perjudici de les competències d'altres Departaments ministerials i entitats de l'Administració General de l'Estat.
- La preparació, informe, tramitació i proposta dels assumptes del departament que hagin de ser sotmesos a la Comissió Delegada del Govern per a Assumptes Econòmics.
- La negociació i tramitació interna dels acords internacionals, bilaterals i multilaterals, relacionats amb els àmbits de la seva responsabilitat.

## Dependències
De la direcció general depenen els següents òrgans:
- Subdirecció General de Relacions Econòmiques Bilaterals.
- Subdirecció General de Relacions Econòmiques Multilaterals i de Cooperació Aèria, Marítima i Terrestre.
- Subdirecció General de Diplomàcia Econòmica.

## Directors generals
- Cristina Serrano Leal (2017-)[2]
- Javier Sangro de Liniers (2015-2017)
- Fernando Eguidazu Palacios (2012-2015)
- José Eugenio Salarich Fernández-Valderrama (2010-2011)
- Rafael Conde de Saro (2007-2010)
- María Jesús Figa López-Palop (2005-2007)
- Emilio Fernández-Castaño y Díaz-Caneja (2004-2005)
- Germán Bejarano García (2000-2004)
- Antonio Sánchez Bustamante (2000)
- Manuel María Valencia Alonso (1996-2000)
- Ricardo Zalacain Jorge (1992-1996)
- Carlos Blasco Villa (1983-1992)
- José Antonio López Zatón (1982-1983)
- José Vicente Torrente Secorun (1979-1982)
- Miguel Ignacio de Aldasoro Sandberg (1978-1979)
- Carlos Gamir Prieto (1976-1978)